# El tendedero

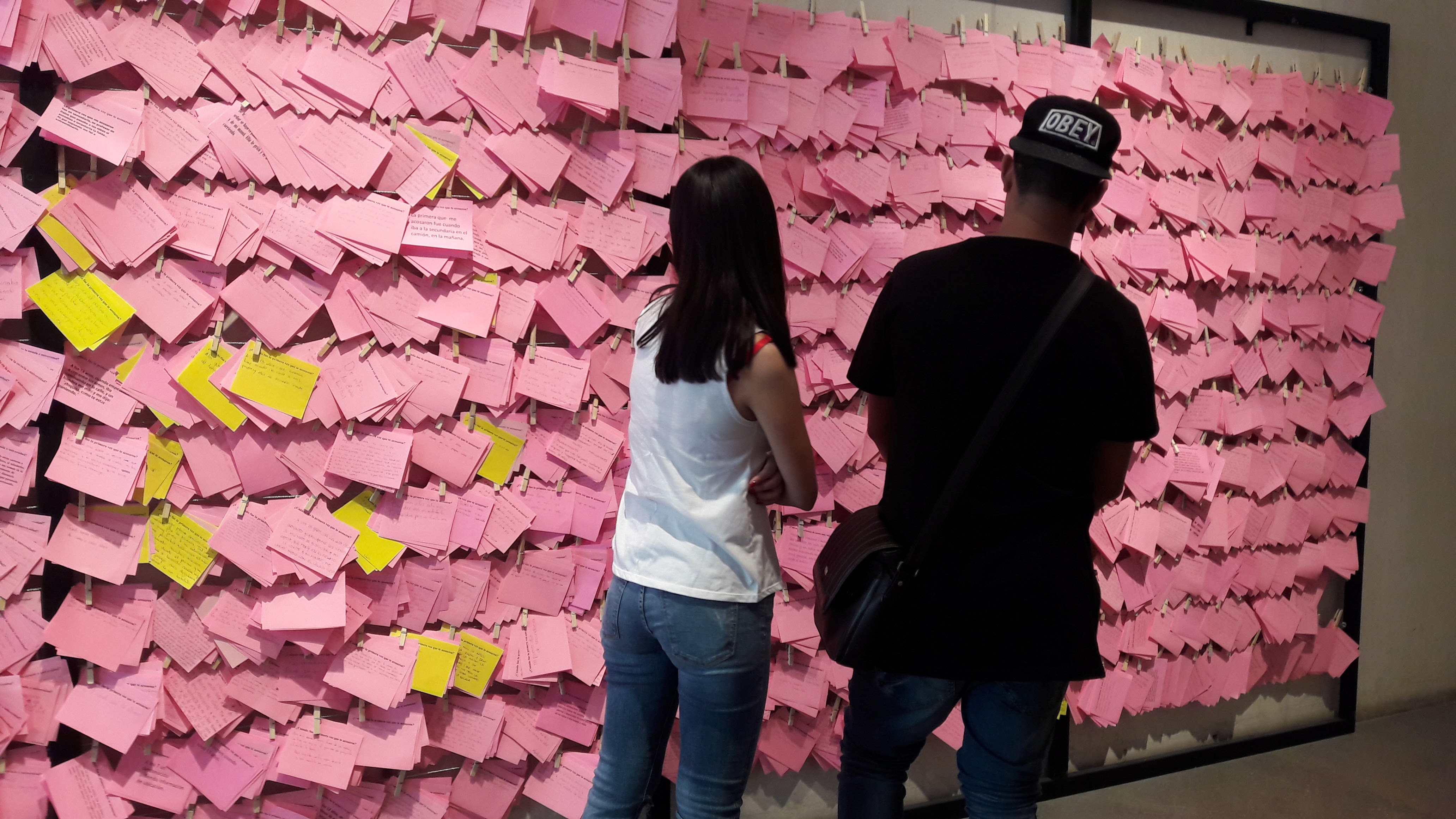
El tendedero (The clothesline)

El tendedero (en inglés The Clothesline Project) se trata de una instalación de la artista feminista Mónica Mayer, la cual emula la estructura de un tendedero del que cuelgan alrededor de 800 notas de papel rosa con mensajes escritos a mano que completan la frase “Como mujer lo que más detesto de la ciudad es…”. La pieza fue exhibida de manera colectiva por primera vez en 1978 en el Museo de Arte Moderno de la Ciudad de México, convirtiéndose en una de sus obras más emblemáticas a nivel nacional e internacional.

## Autora

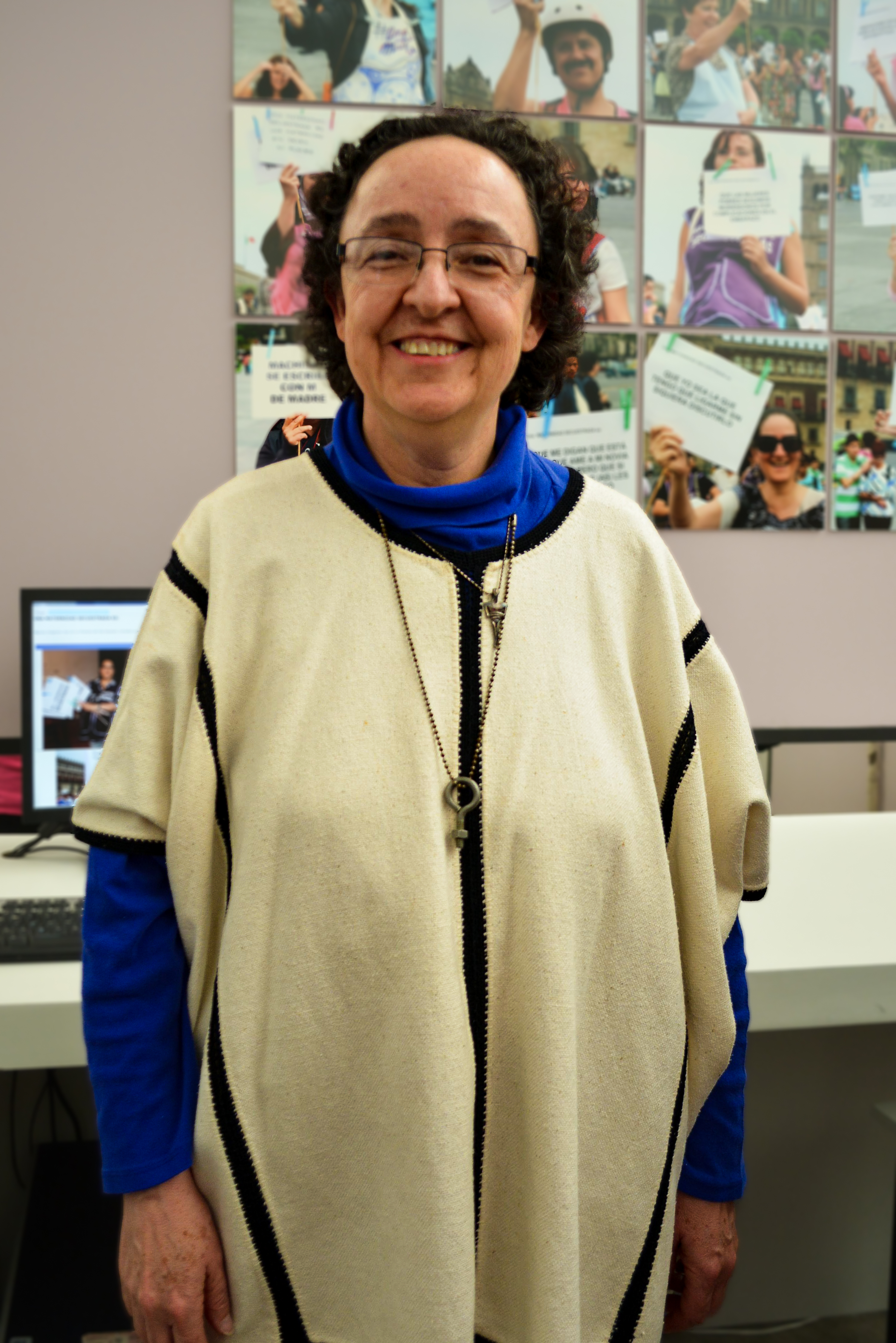
Mónica Mayer

Mónica Mayer nació en la Ciudad de México en el año de 1954. Se formó en la Escuela Nacional de Artes Plásticas de la UNAM como artista visual y posteriormente consiguió una maestría en sociología de arte en Goddard College.
Mayer se dedica a trabajar en obras gráficas, dibujos y performance dentro de los espacios nacionales e internacionales, ya sean independientes u oficiales, desde los años sesenta. De acuerdo con muchos artículos periodísticos se le considera como pionera del performance y gráfica digital en México, además de ser precursora del arte feminista en América Latina explorando diversos lenguajes de artes visuales.
En 1978 ingresó al Feminist Studio Workshop (FSW) de los Ángeles, en el programa del Woman´s Building, en donde estudió la metodología educativa feminista. Durante su estancia, Mónica Mayer, comprende que la educación feminista se basa en la experiencia personal, además de que comprende la igualdad entre el sentimiento y el pensamiento. Estos aprendizajes los usaría posteriormente para la organización y aplicación de talleres en México. Gracias a sus estudios es que muchas de sus obras tienen un carácter colectivo y procesal, en las cuales propone la intención sobre el resultado.

## Publicaciones
A lo largo de su trayectoria Monica Mayer ha publicado al rededor de 4 libros enfocados en la visiblilidad de las mujeres artistas y un par de cuentos que reflejan su forma de ver al mundo, tales como. Rosa chillante, este es un recuento personal del arte feminista en México desde los setenta. Pinto mi raya, se enfoca sobre los museos de arte moderno y contemporáneo en México fue publicado en 2003. Escandalario, habla de los artistas y la distribucion del arte en México. Las mujeres que no se fueron, un recopilatorio de fotografias, de la mano con Juan Carlos Reyes García. 
Tino no quiere ir a la escuela y Juanita, las pochotas y una bolsa de preguntas son dos cuentos juveniles, distribuiodos por la SEP.

## Historia
El Tendedero es una de las obras más famosas de Mónica Mayer, esta obra plantea un trabajo individual y colectivo en un ámbito multidisciplinario. Este trabajo posicionó a Mayer como una de las grandes artistas referentes del feminismo mexicano. La obra ha tenido varias reactivaciones desde su primera exposición en el Museo de Arte Moderno de la Ciudad de México durante el año de 1978. Esta pieza permite un trabajo participativo abriendo campo al diálogo reflexivo entre lo personal y lo social.
La pieza se inauguró el 22 de marzo de 1978 en el salón 77-78: Nuevas Tendencias del Museo de Arte Moderno de Ciudad de México. Se trata de un trabajo colectivo que buscaba abrir un diálogo sobre la violencia en un espacio público Se utilizó un soporte, haciendo referencia a una actividad que comúnmente se relega al género femenino, en el que diversas mujeres de distintas condiciones, clase social, edades y profesiones, respondieron a la pregunta: “como mujer, lo que más detesto de la ciudad es…”. Las preguntas, escritas en pequeños cuadros de papel rosa, fueron colgadas en una estructura de metal de color rosa que media dos metros de alto tres de largo. Gran parte de las respuestas por parte del público femenino giraron alrededor de temas como violencia sexual, acoso callejero y en los servicios de transporte público.

### 1979
El proyecto de El Tendedero tuvo una segunda versión un año después fuera de México. En 1979 Mónica Mayer participó en el proyecto visual Making it Safe de Suzanne Lacy, quien había trabajado con propuestas de performance de denuncia. En esta ocasión, dentro del proyecto de Lacy, El Tendedero, se reactivó en las calles de Los Ángeles. El proyecto se llevó a cabo en la comunidad de Ocean Park, basándose en torno a la visión que tenían los habitantes sobre temas como la inseguridad. La dinámica para esta versión fue la de montar en diversos puntos de las calles un cordón y pinzas para sostener las notas de papel, y teniendo una última exposición en la biblioteca local.

### 2007
En 2007, después de 30 años de haber realizado su primera exposición en el Museo de Arte Moderno de la Ciudad de México (MAM), se le pidió a Mayer la pieza para una exhibición en el Museo de Arte Contemporáneo de Los Ángeles (MOCA), como parte de la exposición WACK: Art and the Feminist Revolution, por parte de la curadora Connie Butler. Para esta exposición, la artista recurrió a la documentación debido a que con el tiempo la estructura y las notas de la primera versión se perdieron. Presentó cuatro fotografías de la instalación original de 1979 y un texto explicando la pieza.

### 2008 - 2010
En 2008, Mayer formó un grupo por Facebook, que le permitió seguir abordando cuestiones acerca de temas similares y desarrollar nuevos proyectos de índole participativo y colectivo como los que llevaba haciendo hasta la fecha.
En 2009, la Universidad Iberoamericana, a través del departamento de Historia del Arte, organizó la exposición Sin Centenario Ni Bicentenario. Revoluciones Alternas, a la cual Mónica Mayer fue invitada para exponer nuevamente la documentación de la primera versión de El Tendedero, así como una reactivación de éste. Para esta versión se plantearon dos preguntas: “¿Cuáles son las ventajas de ser mujer? ¿Cuáles son las ventajas de ser un hombre?" Esta actividad se desarrolló dentro del contexto de la universidad con la participación de las alumnas, quienes además de hacer las encuestas, también se encargaron de la construcción del soporte para las notas de papel.